# 西人
西人（せいじん、朝: 서인、ソイン）は、李氏朝鮮の官僚の派閥の一つ。
大地主両班が中心の勲旧派に対抗した、中小の地主が基盤になっている新興官僚の一派・士林派がそのルーツである。
士林派が、1567年、宣祖の即位により士林派政権を樹立する事に成功すると、1575年、今度は官職の任官権を巡り士林派の沈義謙と金孝元による党争が始まった。
その中の沈義謙派の事をその領袖が漢陽（ソウル）の西側に住んでいたので西人と呼んだ。この党争は、朱子学の解釈の違いにまで及び、西人は、李珥（栗谷）の学説を指示する主気派（朱子学の中で、宇宙の成り立ちの根元の気と理の内、気を本質的なものとして考える学派）が多かった。
これに相反する金孝元派の事を東人と呼んだ。
李珥が、西人と東人の間を仲裁していたが、1584年に亡くなると本格的な政治党争に入る。西人の沈義謙が失脚し、西人は一時勢力を失うが、西人から東人へ寝返った鄭汝立の謀叛事件により西人が政権を担う。しかし、1591年世子冊封に対する問題で、西人の領袖・鄭澈が失脚すると西人の多くは左遷され、東人に政権が移った。
この時期は、文禄の役の直前であり、西人の黄允吉が正使として、東人の金誠一が副使として、日本の動向を探りに行ったが、黄允吉が日本による侵略の可能性を訴えていたのに対し、金誠一がこれを否定したため、東人の領袖で政権を担当していた柳成龍が黄允吉の意見を握りつぶし、防衛対策を一切することを禁止させた。
1623年までは、東人から分裂した北人の押す光海君が政権を担っていたが、同年西人による宮廷クーデターが勃発し、綾陽君（仁祖）を即位させ、政権の主導権を握ることになる（仁祖反正を参照）。
顕宗の治世の際に服喪期間が問題となり、1659年から15年間の東人から分裂したもう一方の南人を退け政権を担当しつづけた。しかしながら、勢力が巨大化したため、南人と外戚の金錫冑はこれに抵抗し、1674年再び、孝宗妃の仁宣王后の服喪期間に対する論争がおき、西人はこの論争に負け（甲寅礼訟）、政界から多くの西人が追放され、西人勢力は朝廷から一掃される。
しかし、南人の伸張を恐れた粛宗が1680年、南人を大量に追放し西人に軍権を渡してしまう（庚申換局）。西人は政局に復帰したが、粛宗の外戚に対し批判的な少論と、妥協的な老論に分裂する。
1689年になると粛宗と西人が、南人出身の張氏とその王子を、王妃及び王世子にするかで対立し、再び西人勢力は一掃される（己巳換局）。
1694年、南人勢力が西人の勢力を追放しようと少論・老論がクーデターを企てているとしてこれらの勢力を追放しようとしたが失敗に終わり、逆に南人勢力が追放され、今度は少論による政権が樹立する。
それ以後は少論・老論による対立が激化し、西人は1701年前後に分裂、粛宗末期の王位継承後継問題（賜死した禧嬪張氏の生んだ世子か低い身分出身の淑嬪崔氏の生んだ延礽君か）でその対立は決定的になる。